# Monte Epomeo
Il monte Epomeo è una struttura vulcano-tettonica, che costituisce la montagna più alta dell'Isola d'Ischia con i suoi 789 metri.

## Geologia e topografia

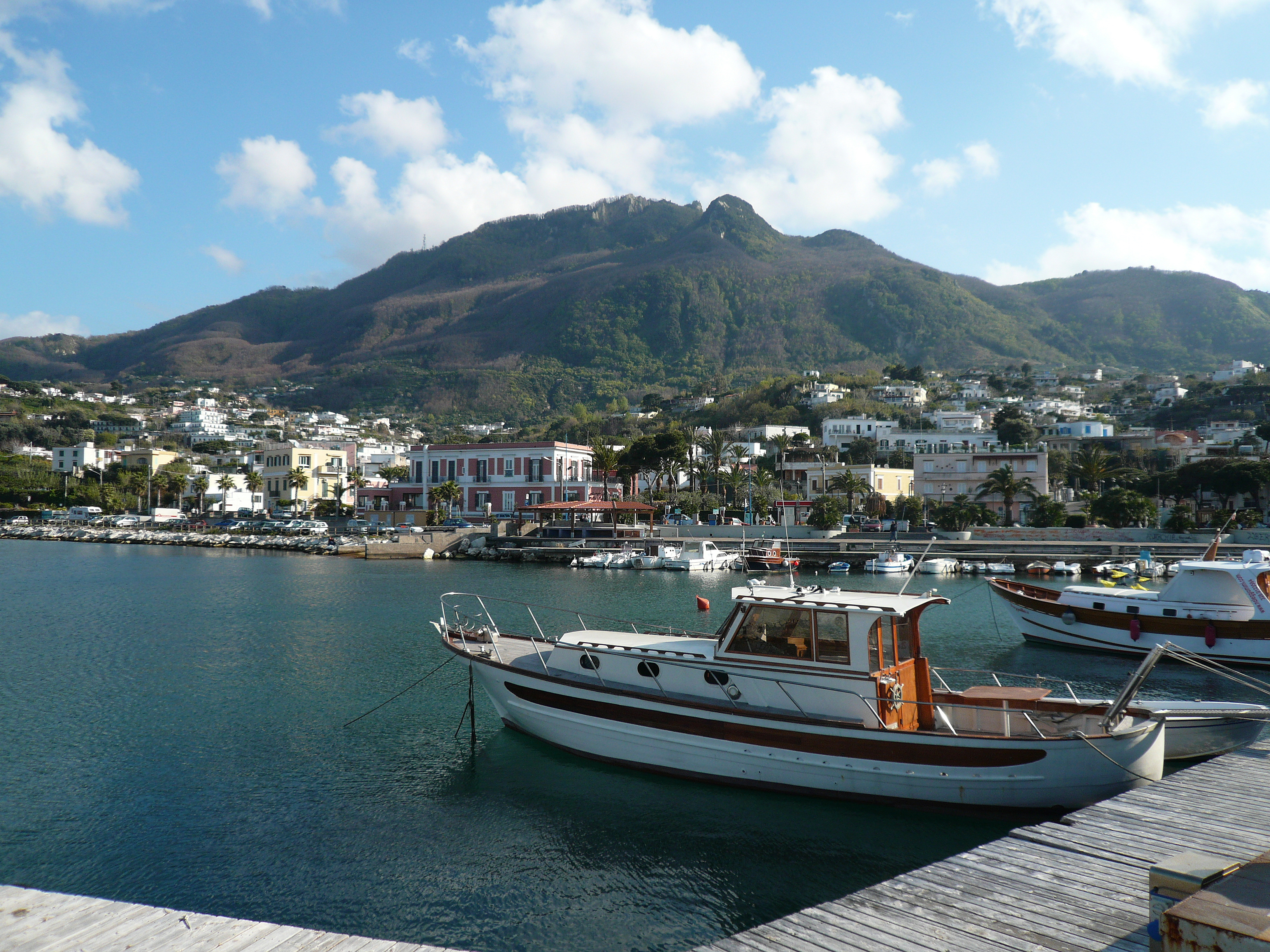
Il Monte Epomeo come appare da Lacco Ameno

Dal punto di vista geologico, il monte Epomeo è un horst vulcano-tettonico inserito al centro di un complesso sistema di faglie attive e il cui processo di sollevamento è iniziato circa 100.000 anni fa. Tutta l'isola di Ischia è stata interessata più volte, in passato, da un'intensa attività vulcanica, sia di tipo effusivo che esplosivo, che ha provocato, oltre all'accumulo e alla sovrapposizione di depositi ignimbritici e piroclastici in varie parti dell'isola, l'innalzamento della superficie crostale nell'area del monte Epomeo come effetto degli sforzi normali generati sulle rocce sovrastanti alla camera magmatica dal progressivo aumento di pressione del magma a rendere il Monte Epomeo non un edificio vulcanico in senso classico ma l'esito di processi millenari di innalzamento di materiale piroclastico tufaceo dovuto da una parte alla spinta del magma e dall'altra dall'attività tettonica diretta ed indotta del complesso sistema di faglie con frequenti, nei tempi geologici, manifestazioni vulcaniche e sismiche in tutta l'isola.
La sua ultima eruzione di cui si abbia notizia risale al 1302, ma quella più significativa nell'area dello horst è avvenuta 55.000 anni fa ed è stata registrata dalla formazione stratigrafica del Tufo Verde di Monte Epomeo, una pozzolana di colore bianco/bianco-giallastro per le piroclastiti depositate in ambiente esclusivamente subaereo, tipicamente di colore verde chiaro/verde grigiastro (da cui il nome caratteristico della formazione) per i depositi - subacquei o riemersi - alterati per il contatto prolungato con l'acqua marina. L'eruzione del Tufo Verde modificò significativamente la morfologia dell'isola generando un'ampia caldera esplosiva nella parte centrale che fu successivamente invasa dal mare e parzialmente riempita dalle colate piroclastiche immediatamente successive all'evento eruttivo. Una parte dei depositi tufacei riemerse successivamente - tra 28 000 e 18 000 anni fa - a seguito di un'ulteriore fase di attività vulcanica.
Uno studio molto importante fu eseguito nel 1930 dal pioniere della moderna vulcanologia, lo scienziato svizzero Alfred Rittmann (1893 - 1980), che riportava come caratteristica peculiare dell'isola è quella di avere una sottostante camera magmatica a prevalente sviluppo orizzontale anziché verticale che ebbe come conseguenza l'emersione dell'isola dal fondo del mare come parte di una grande caldera vulcanica.

Ai fianchi dell'Epomeo si trovano i sei comuni dell'Isola d'Ischia: Ischia, Casamicciola Terme, Lacco Ameno, Forio, Serrara Fontana e Barano d'Ischia.

## Escursione

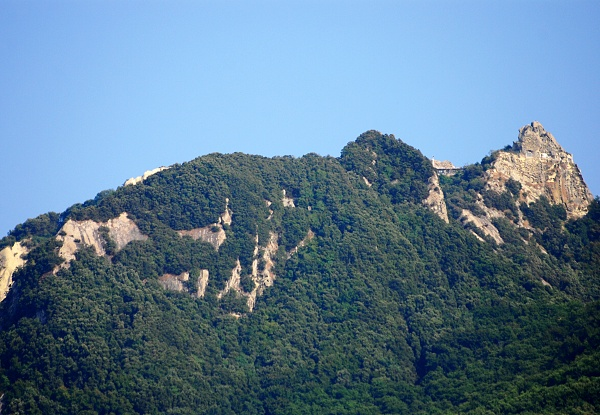
La cima del Monte Epomeo

Lungo tutti i fianchi dell'Epomeo vi sono dei sentieri che sono più o meno indicati nelle cartine.
Il sentiero che porta più rapidamente alla vetta dell'Epomeo parte da Fontana, direttamente dalla piazzetta, dalla quale si arriva in cima dopo circa 1 ora di cammino.
Dapprima si procede sulla strada asfaltata a tornanti, poi, prima di entrare nella zona militare, si svolta sulla sinistra presso un ristorante. Da questo punto si procede immersi nella natura. Il sentiero nel primo tratto è carrozzabile, malamente cementato. Ascendendo fra terrazzamenti coltivati alternati a qualche villetta privata, si entra in una zona boscosa, un castagneto ceduo. Di qui il sentiero si restringe progressivamente man mano che si procede nella salita, dapprima divenendo una mulattiera infossata fra pareti terrose, poi restringendosi ulteriormente fino a prendere la forma di una stretta canaletta scavata direttamente nella roccia tufacea; in una curvatura di essa il luogo si apre mostrando squarci di paesaggio suggestivi.
Poco dopo si arriva sulla sommità, dove vi sono due terrazze: su una di queste si affaccia una chiesetta del 1459 scavata nel tufo, dedicata a San Nicola di Bari, un tempo un eremo, divenuto famoso poiché vi si ritirò Giuseppe d'Argut, governatore di Ischia sotto Carlo di Borbone, dopo aver inseguito fin lì due disertori; sull'altra terrazza invece si affaccia un'osteria, anch'essa scavata nel tufo.
Dopo quest'ultima è possibile ancora raggiungere in pochi minuti la vetta più alta, proseguendo su un sentierino interamente scolpito nel tufo. Dalla punta sommitale si può ammirare uno scenario mozzafiato ed incomparabile: non solo in basso a destra si riconoscono Casamicciola, poi Lacco Ameno con il suo famoso "fungo", racchiusa da Monte Vico, la baia di San Montano e la colata lavica di Zaro, e poi ancora verso sinistra Forio con la tipica chiesetta di Santa Maria del Soccorso; ma anche in lontananza, quando il tempo è limpido, si possono riconoscere il Vesuvio, Capri, la penisola sorrentina con i Monti Lattari, Napoli, i Campi Flegrei con Monte di Procida, e in qualche giornata si vedono anche Ponza, Ventotene e Gaeta.